# Георг Каспар фон Еверщайн-Наугард
Георг Каспар фон Еверщайн-Наугард (на немски: Georg Kaspar von Everstein-Naugard; * 21 април 1565; † февруари 1629) е граф на Еверщайн в Наугард (Новогард) в Померания.
Той е най-големият син (от осем деца) на императорския дипломат граф Лудвиг III фон Еверщайн-Наугард (1527 – 1590) и съпругата му Анна фон Мансфелд-Хинтерорт († 1583), дъщеря на граф Каспар фон Мансфелд-Хинтерорт († 1542) и графиня Агнес фон Вид († 1588). Внук е на граф Георг фон Еверщайн-Наугард-Масов (1481 – 1553) и Валпурга Шлик фон Басано-Вайскирхен († 1575).

## Фамилия
Георг Каспар фон Еверщайн-Наугард се жени на 2 февруари 1589 г. в Прага за графиня Кунигунда Шлик цу Басано и Вайскирхен (* ок. 1567; † ноември 1634 в Хауз Пиер, погребана в Наугард), дъщеря на граф Кристоф Шлик цу Басано и Вайскирхен (1523 – 1615) и Катарина Хрзанова фон Харас.
- Анна Мария фон Еверщайн (* 30 май 1591; † сл. 1645), омъжена на 23 февруари 1614 г. за фрайхер Фридрих фон Ламинген
- Лудвиг Кристоф фон Еверщайн-Наугард (* 16 декември 1593; † 3 декември 1663, Кваркенбург, погребан в Наугард), граф, женен пр. 1623 г. за Магдалена фон Фаренсбах († 1642), дъщеря на Юрис Фарнсбеке, лорд на Карски, войвода на Венден († 1602, екзекутиран) и София Фиркс († 1598); имат три дъщери, които умират млади
- Анна Катарина фон Еверщайн (* 8 март 1595; † сл. 1664), омъжена за Георг фон Девитц
- Валпургис Сибила фон Еверщайн (* 1597; † сл. 1644)
- Георг фон Еверщайн (* 11 ноември 1598; † 18 декември 1623, в битка в Полша)
- Кунигунда фон Еверщайн (* 11 декември 1599; † сл. 1634)
- Агнес фон Еверщайн (* 25 декември 1600; † сл. 14 юни 1650), омъжена I. за Влодцимирц (Фолмар) фон Фаренсбах (* 9 февруари 1586; † 21 май 1633), II. за полковник барон Вернер VI/VII фон Палант († 4 май 1646)
- Албин фон Еверщайн (* 24 декември 1602; † 1622, в битка при Хьокст, Хьохст, Франкфурт на Майн)
- Каспар фон Еверщайн (* 6 януари 1604; † 11 октомври 1644, Бохолт, Мюнстер), генерал на ландграфство Хесен
- три дъщери